# Coonoorophilus monstruosus
Coonoorophilus monstruosus är en mångfotingart som beskrevs av Carl 1932. Coonoorophilus monstruosus ingår i släktet Coonoorophilus och familjen Fuhrmannodesmidae. Inga underarter finns listade i Catalogue of Life.